# Болоньези, Аурельяно
Аурелья́но Болонье́зи (итал. Aureliano Bolognesi; 15 ноября 1930, Генуя, Лигурия, Королевство Италия — 30 марта 2018, там же) — итальянский боксёр лёгкой весовой категории. В начале 1950-х годов выступал за сборную Италии: чемпион летних Олимпийских игр в Хельсинки, двукратный чемпион национального первенства, участник многих международных турниров и матчевых встреч. В период 1954—1956 боксировал на профессиональном уровне, но без особых достижений.

## Биография
Аурельяно Болоньези родился 15 ноября 1930 года в пригороде Генуи, регион Лигурия. Первого серьёзного успеха на ринге добился в 1951 году, когда стал чемпионом Италии среди любителей. Год спустя повторил это достижение и благодаря череде удачных выступлений удостоился права защищать честь страны на летних Олимпийских играх 1952 года в Хельсинки. На Олимпиаде в стартовом матче встретился с явным фаворитом, американцем Робертом Биклом, и победил его в двух раундах из трёх. В полуфинале был значительно сильнее финна Эркки Пакканена, а в решающем матче со счётом 2:1 одолел поляка Алексия Анткевича.
Получив золотую олимпийскую медаль, Болоньези ещё в течение некоторого времени продолжал выходить на ринг в составе национальной сборной, в частности, в 1953 году одержал победу в матчевой встрече с командой США. В начале 1954 года он тем не менее решил попробовать себя среди профессионалов и покинул сборную. В его послужном списке 151 бой на любительском уровне, при этом проигран из них только один — все остальные, за исключением четырёх ничьих, закончились победами.
Карьера в профессионалах сложилась, однако, не так удачно. В течение двух последующих лет он провёл множество победных поединков, но в июле 1955 года был неожиданно нокаутирован малоизвестным боксёром Мухамедом Бен Али. Впоследствии Болоньези оставался действующим спортсменом вплоть до конца 1956 года, после второго досрочного поражения он принял решение завершить карьеру. Всего в профессиональном боксе он провёл 21 бой, из них 17 окончил победой (в том числе 3 досрочно), два раза проиграл, в двух случаях была зафиксирована ничья. Почти все его поединки прошли на территории Италии, и поучаствовать в титульных боях ему ни разу не удалось.
Скончался 30 марта 2018 года.